# Alexios Angelos Philanthropenos
Alexios Angelos Philanthropenos, mittelgriechisch Ἁλέξιος Ἂγγελος Φιλανθρωπηνός (* vor 1373; † zwischen Dezember 1389 und März 1393) war von 1373 bis etwa 1390 Herr von Thessalien, seit 1382 als byzantinischer Vasall.

## Leben
Alexios entstammte dem byzantinischen Adelsgeschlecht der Philanthropenoi, die seit der Mitte des 13. Jahrhunderts zur Spitze der byzantinischen Militäraristokratie zählten. Der reich begüterte Magnat gehörte zum Gefolge des nemanjidischen Zaren von Thessalien, Simeon Uroš Palaiologos, mit dessen Frau Thomais Orsini er verwandt war. Seine eigene Ehefrau Maria Radoslava war eine Enkelin Stefan Dušans.
Als Zar Simeon 1370/71 starb, übernahm sein Sohn Jovan Uroš nominell die Herrschaft in Trikala. Dieser widmete sich primär seinen religiösen Interessen und übertrug Alexios die Lenkung der Staatsgeschäfte. 1373 dankte Uroš zugunsten von Alexios ab und zog sich als Mönch Joasaph in ein Meteora-Kloster zurück. 1382 erkannte Alexios die Suzeränität des byzantinischen Reiches an. Im Gegenzug verlieh ihm Manuel II. Palaiologos, der als Mitkaiser Johannes’ V. die Apanage Thessaloniki innehatte, den Kaisar-Titel. 1384 vermachte er das Kastron Kolydros bei Larisa der Nea Moni in Thessaloniki.
Alexios Angelos Philanthropenos wird letztmals im Jahr 1389 erwähnt, als er dem Despoten von Ioannina, Esau de’ Buondelmonti, Truppen für den siegreichen Kampf gegen albanische Stämme in Epirus stellte. Im Oktober dieses Jahres hielt er sich in Ioannina auf und musste sich zusammen mit Buondelmonti zum osmanischen Sultan Bayezid I. begeben, um dessen Oberhoheit zu akzeptieren. Nach seinem Tod (um 1390) wurde sein Sohn (oder Bruder, Neffe) Manuel Herr von Thessalien.